# Atilia
Atilia (ook wel Attilia) was de dochter van Atilius Serranus en eerste vrouw van Marcus Porcius Cato Uticensis minor (getrouwd ca. 73 v.Chr.).
Cato en Atilia kregen een zoon Marcus Porcius Cato, die sneuvelde in de tweede Slag bij Philippi, en een dochter, Porcia Catonis, die trouwde met haar neef Marcus Junius Brutus.
Cato scheidde van Atilia ca. 63 v.Chr. omdat zij een affaire zou hebben met een van zijn politieke tegenstanders.